# Stella (musikalbum)
Stella är den schweiziska gruppen Yellos fjärde studioalbum, släppt den 29 januari 1985. Låten "Oh Yeah" blev en mindre hit.

## Låtlista
1. "Desire" - 3:42
2. "Vicious Games" - 4:20
3. "Oh Yeah" - 3:04
4. "Desert Inn" - 3:30
5. "Stalakdrama" - 3:05
6. "Koladi-ola" - 2:57
7. "Domingo" - 4:33
8. "Sometimes (Dr. Hirsch)" - 3:35
9. "Let Me Cry" - 3:30
10. "Ciel Ouvert" - 5:26
11. "Angel No" - 3:07